# مصطبه سشمنفر

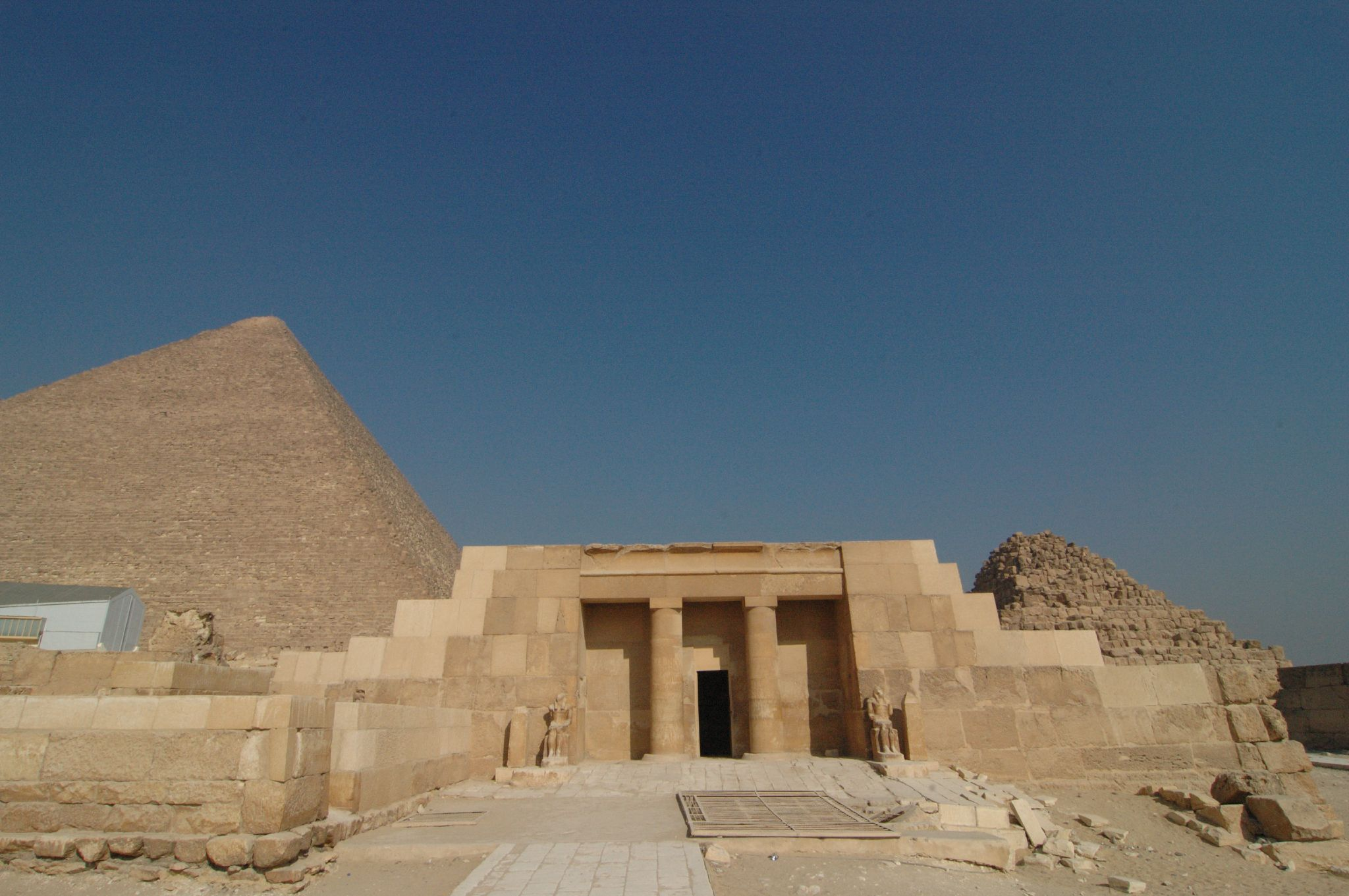
مصطبه سشمنفر چهارم در جیزه

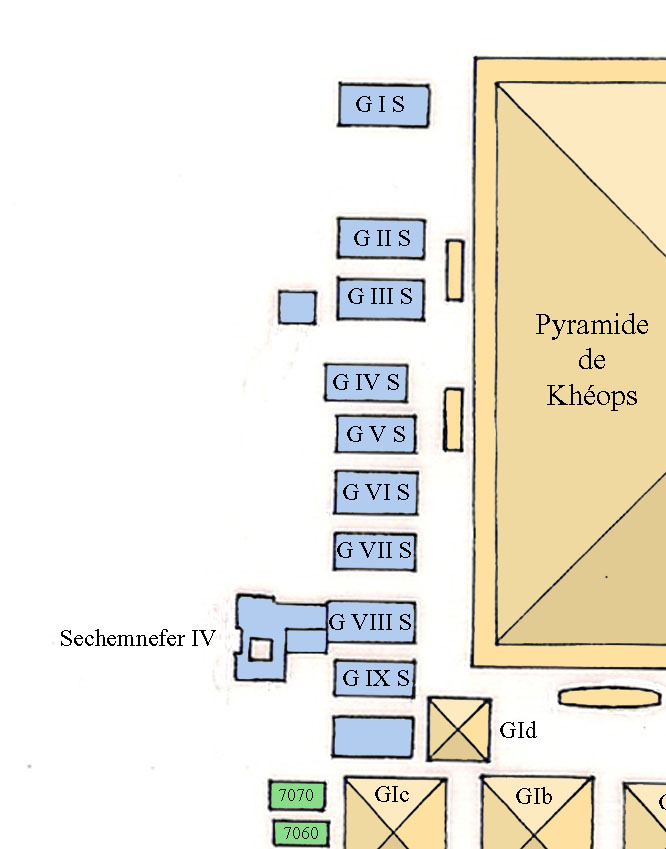
موقعیت مصطبه سشمنفر در جیزه

مصطبه سشمنفر، آرامگاه مصطبه‌ای سشمنفر چهارم در مجموعه اهرام جیزه در مصر است.
این آرامگاه متعلق به اوایل دودمان ششم مصر (حدود ۲۳۴۰ قبل از میلاد) است و برای سشمنفر چهارم ساخته شده‌است. پنج نقش برجسته از مصطبه سشمنفر چهارم در مجموعه مصری در موزه رومر و پلیزائوس در شهر هیلدس‌هایم، آلمان به نمایش گذاشته شده‌است.

## کشف
قبلاً دربین سال‌های ۱۸۴۲ و ۱۸۴۵، اولین حفاری آرامگاه توسط کروهی از کشور پروس به رهبری کارل ریچارد لپسیوس انجام شد.

## صاحب آرامگاه
سشمنفر چهارم، رئیس حرم سلطنتی بود، به این معنی که او مدیر منطقه‌ای کاخی بود که زنان و کودکان خانواده سلطنتی در آن زندگی می‌کردند. علاوه بر این، فهرستی از درجات و عنوان‌های افتخاری او باقی مانده‌است که نشان می‌دهد او مرد مهمی در دربار بوده که مورد اعتماد پادشاهش بوده‌است. نقش‌های برجسته باقی مانده از مصطبه، بینشی از زندگی روزمره آن زمان، از جمله در زمینه‌های کشاورزی، دامداری، شکار پرندگان، انبار غلات، و همچنین پوشاک، آیین‌ها و تا حدی زبان محاوره‌ای به دست می‌دهد.

## نگارخانه

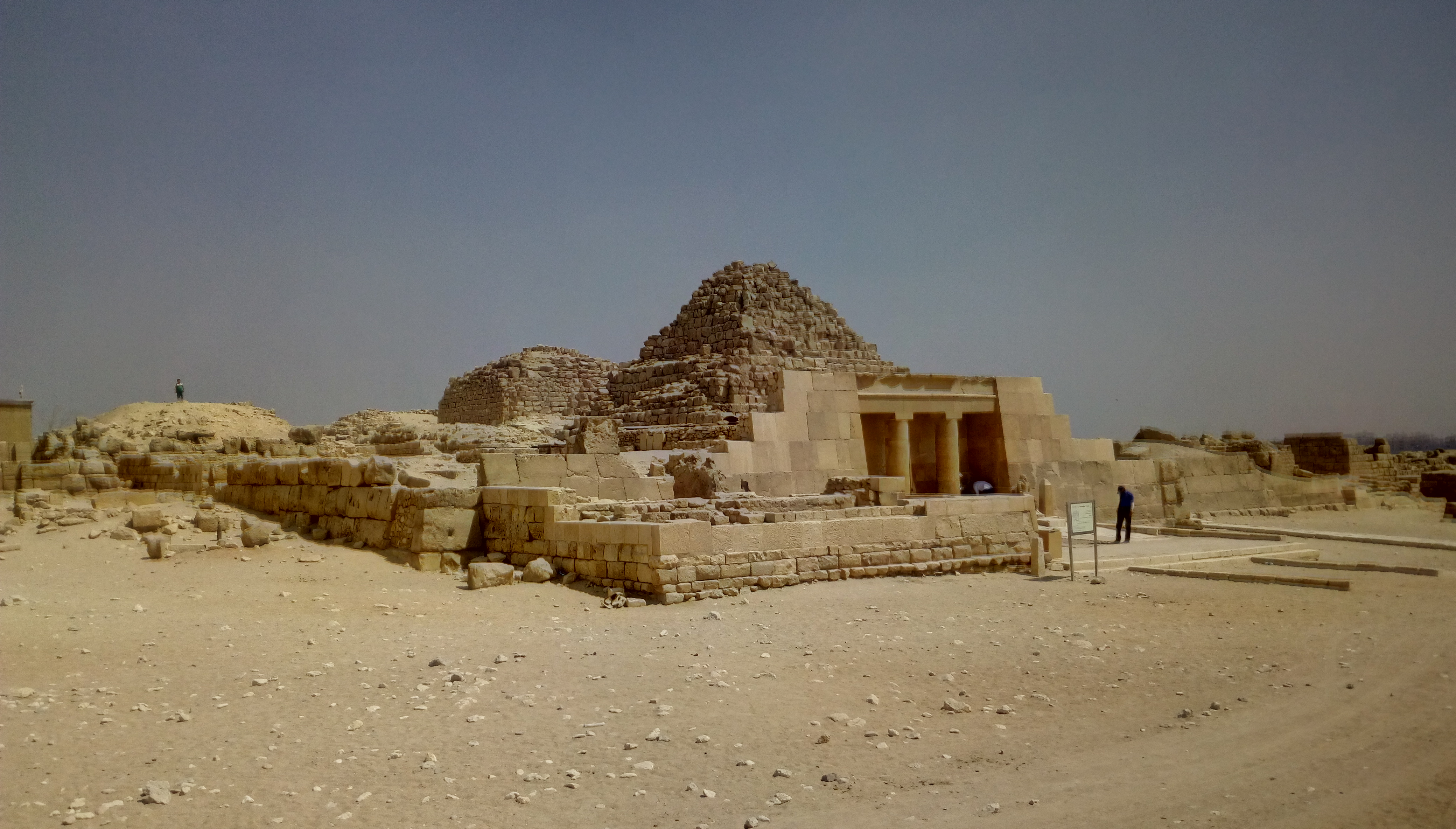
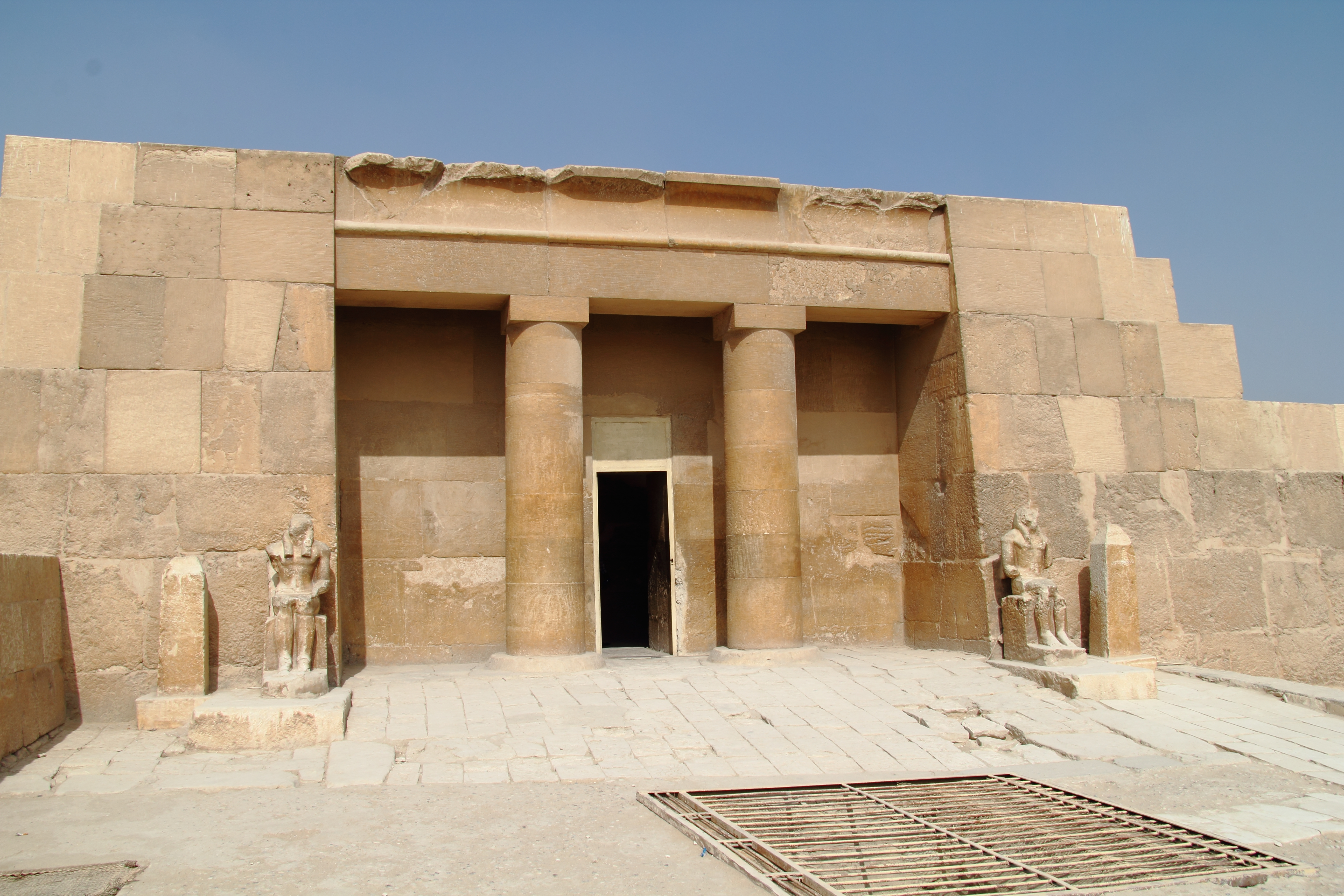
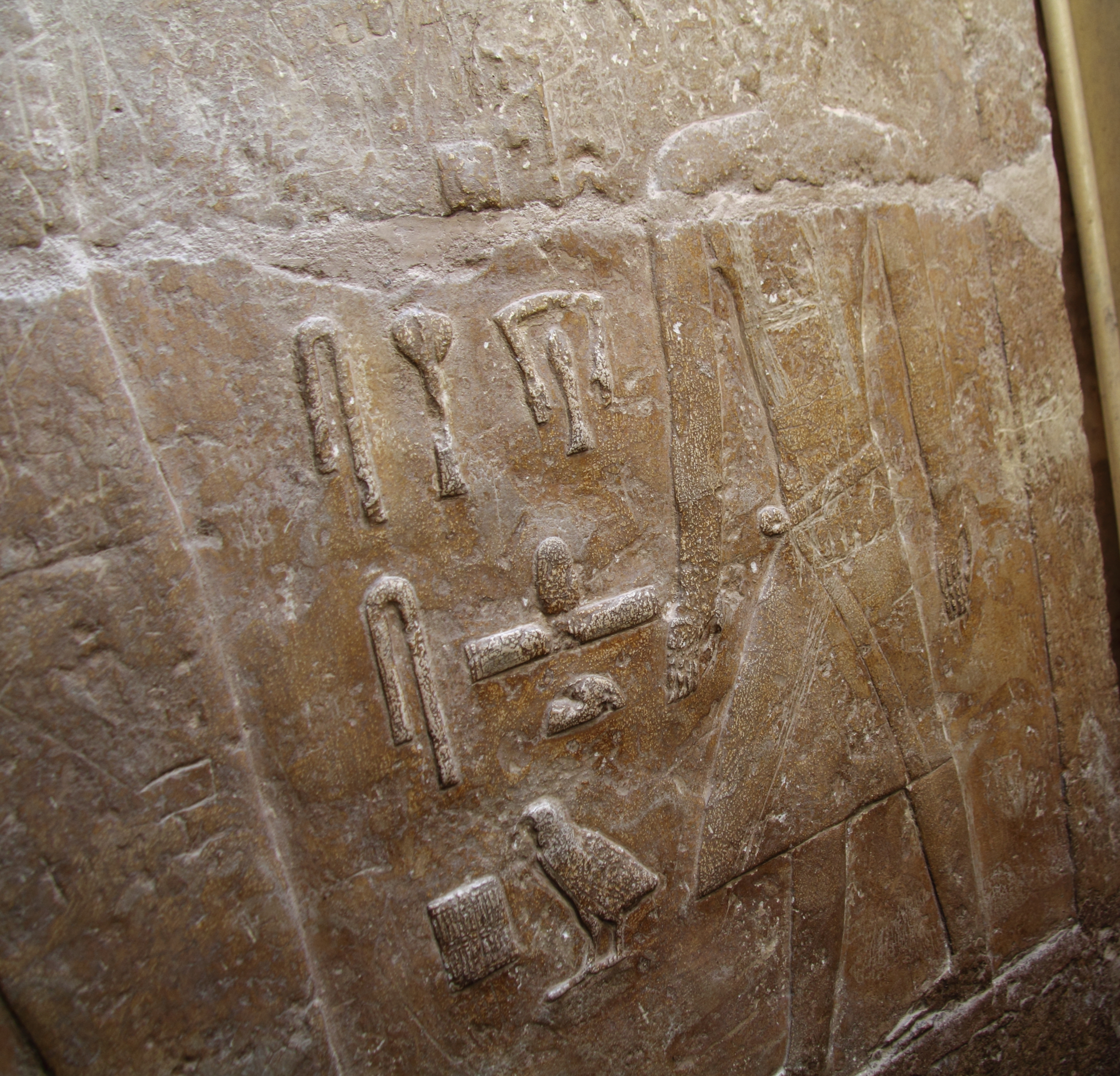
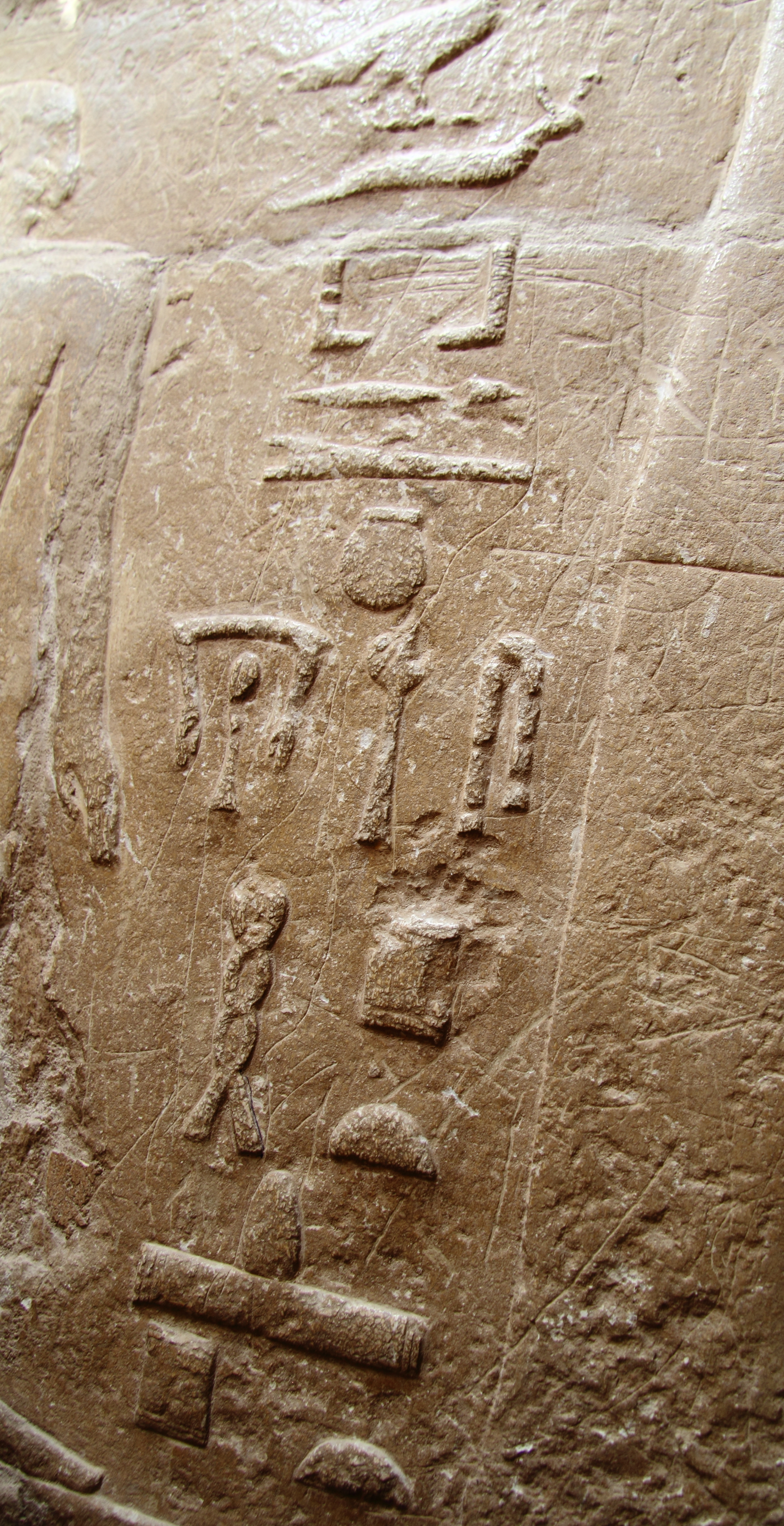
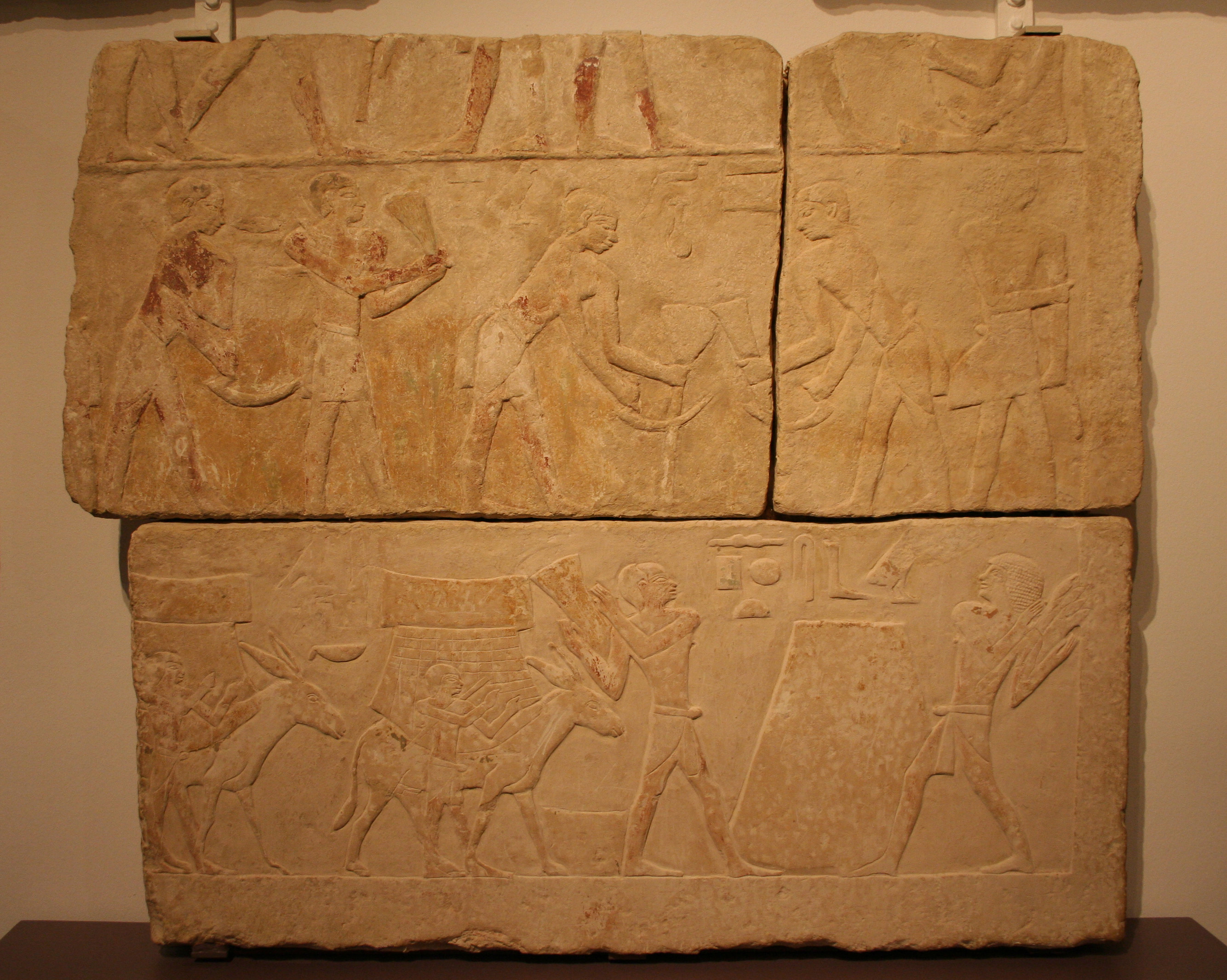